# Wave etéreo
El wave etéreo o etéreo (del inglés Ethereal Wave o Ethereal) es un subgénero de la música dark wave.
Típico de esta clase de música es el uso de los pasajes atmosféricos de la guitarra, incluyendo efectos sonoros como ecos y retrasos sonoros. Una segunda característica típica es el uso de voces masculinas o registros altos de voz femenina, donde a menudo es difícil descifrar el contenido de las letras, y una influencia fuerte de la música ambient y la música clásica.
Los que influyeron en el estilo fueron grupos como Dead Can Dance o The Cure. Grandes grupos pioneros importantes dentro del ethereal wave son Cocteau Twins, Low y Slowdive; que utilizan una mezcla de música ambiental, guitarras del estilo shoegaze, sintetizadores y ritmos programados. Otras bandas renombradas de este estilo son Lycia y Love Spirals Downwards
Hay intercambios entre el Ethereal Wave, el shoegazing y el dream pop, con muchos artistas que son muy influenciados como las bandas que pertenecieron al sello 4AD (Dead Can Dance, Cocteau Twins, This Mortal Coil), así como otras anteriores: All About Eve, Siouxsie and the Banshees, etc.
El género se asocia fuertemente al sello Projekt Records, que ofrece algunos de los nombres más conocidos de la escena de los Estados Unidos. Otras discográficas que ofrecieron algunas de las bandas principales de la escena en los años 1990 eran Tess Records (This Ascension) & Hyperium Records (Chandeen).

## Artistas notables
| - Autumn's Grey Solace - Black Tape for a Blue Girl - Cocteau Twins - Stoa - Sopor Aeternus - Love is Colder than Death - Love Spirals Downwards - Flëur | - Lisa Gerrard - Brendan Perry - Lycia - Mors Syphilitica - Requiem in White - Grimes | - Dark Equilibrium - The Shroud - Siddal - Soul Whirling Somewhere | - Stare - This Ascension - Trance to the Sun - Alejandro Lauyola |